# Pinilla de los Moros
Pinilla de los Moros è un comune spagnolo di 32 abitanti situato nella comunità autonoma di Castiglia e León.
Il comune comprende la località di Piedrahita de Muñó.